# Jon Jost

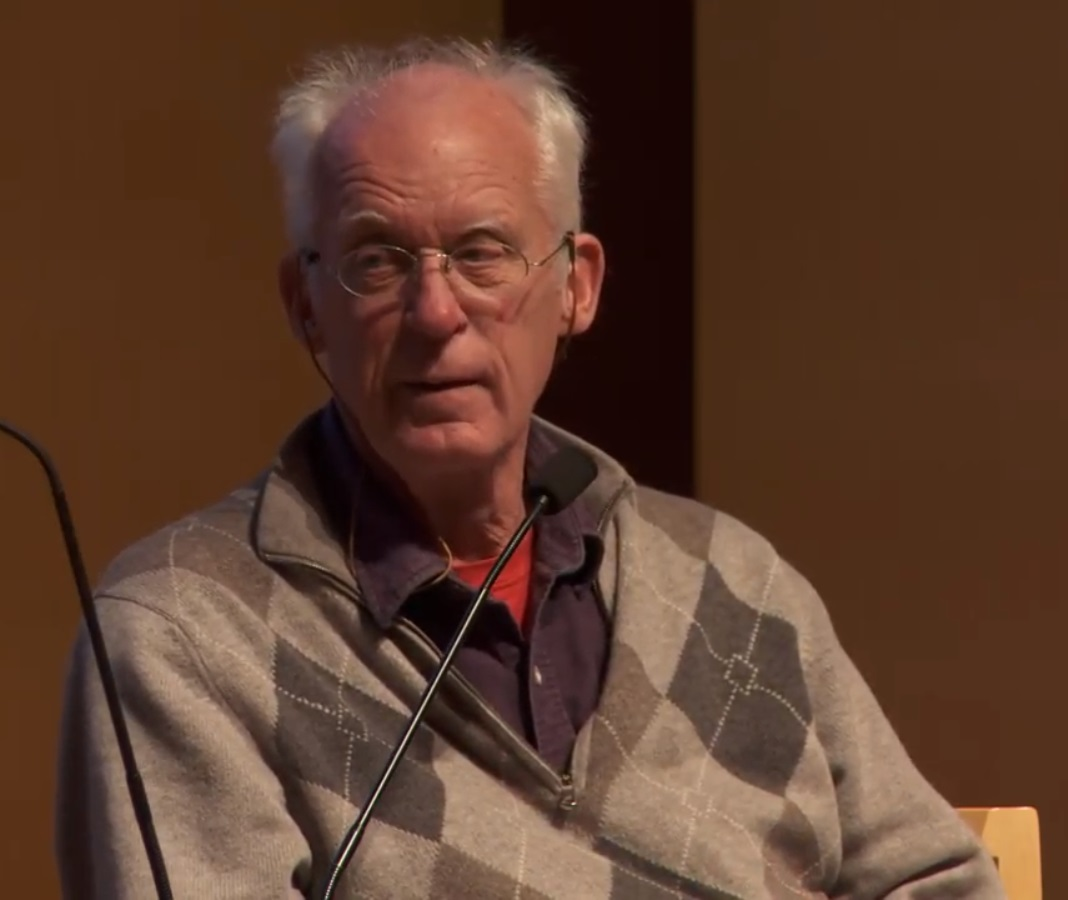
Jon Jost, 2017

Jon Jost (* 16. Mai 1943 in Chicago, Illinois) ist ein US-amerikanischer Filmregisseur, Drehbuchautor, Kameramann und Filmeditor. Er arbeitet als Independent-Filmemacher.

## Leben
Jon Jost wuchs in den US-Bundesstaaten Georgia, Kansas und Virginia sowie in Japan, Italien und Deutschland auf. 1963 verließ er das College und begann 16-mm-Filme zu drehen. Der Autodidakt Jost machte 20 Kurz- und 14 Langfilme. Alle diese Filme fertigte er in Personalunion als Regisseur, Drehbuchautor, Kameramann und Editor an. Viele seiner Werke produzierte er auch selber. Seit 1996 arbeitet er hauptsächlich in der Digital Video Technik.
1965 wurde Jost für 2 Jahre und 3 Monate inhaftiert, weil er sich weigerte mit dem Selective Service System zusammenzuarbeiten. Nach seiner Freilassung war er politisch tätig. Er baute die Chicagoer Abteilung von Newsreel auf, einer linken Produktions- und Vertriebsgesellschaft. Zudem war er 1970 Vorstandsmitglied der Canyon Coop.
1974 drehte Jost seinen ersten Langfilm. Seine Themengebiete waren breit gestreut: von Essays bis hin zu Fiktion und Avant-Garde; die Werke wurden oft in Museen und auf Filmfestivals vorgeführt. Eine komplette Retrospektive von Jon Josts Arbeit wurde 1991 vom Museum of Modern Art in New York City gezeigt. Diese Ausstellung machte in den USA eine Tournee und wurde in Washington, D.C., Boston Los Angeles, San Francisco gezeigt. In Europa war die Ausstellung besonders in Italien zu sehen.
Josts Filme wurden von Kino- und Fernsehgesellschaften in Großbritannien, Deutschland, Italien, Portugal, Ungarn, Russland und Japan gekauft.
Kopien der Werke befinden sich im Museum of Modern Art, im British Film Institute, im Arsenal – Institut für Film und Videokunst, im Royal Film Archive in Belgien, in der Cinemateca in Portugal, im Bologna Archive., im Instituto Luce in Rom, in der Filmoteca in Madrid, beim Yamaguta Festival in Japan sowie bei der National Film Library of Australia. Jost kam in den Genuss zahlreicher Mitgliedschaften, darunter auch zweier vom Deutschen Akademischen Austauschdienst und zweier der NEA Media Production Grant.
1997 wurde Jost eingeladen, für die Documenta X in Kassel einen Langfilm nach eigenen Vorstellungen zur Unterstützung der Ausstellung und des Sponsors Sony zu fertigen. Die Veranstalter der Documenta konnten ihre Versprechungen nicht halten, so dass Jost noch vor Ende der Filmarbeiten seine Mitarbeit einstellte.
Heute ist Jost Professor an der Graduate School of Communication and Arts an der Yonsei-Universität von Seoul.

## Auszeichnungen
Auf vielen Filmfestivals für Independent-Filme wurden Josts Werke ausgezeichnet. So wurde er zweimal bei den Filmfestspielen Berlin geehrt: 1991 mit dem Caligari Film Award für All the Vermeers in New York und 1993 mit dem Preis der Ökumenischen Jury für The Bed You Sleep in.
Weitere Preise: Bronze Rosa Camuna beim Filmmeeting in Bologna 1988; FIPRESCI-Preis beim Internationalen Dokumentarfilmfestival von Yamagata 1997; Großer Preis des Internationalen Festival des Neuen Films in Split  2005. Beim Cinequest Filmfestival in San José wurde Jost mit dem Maverick Tribute Award geehrt.

## Filmographie (eine Auswahl)
- 1973: Speaking Directly
- 1977: Angel City
- 1980: Godard 1980
- 1981: Stagefright
- 1986: Bell Diamond
- 1987: Plain Talk and Common Sense
- 1990: All the Vermeers in New York
- 1990: Todsicher – Sure Fire
- 1993: Frameup – Beth-Ann und Ricky-Lee – Frameup
- 1993: The Bed You Sleep In
- 1997: London Brief
- 2000: Six Easy Pieces
- 2002: Oui non
- 2004: Vergessensfuge
- 2004: Homecoming